# Hey babe (Neil Young)
Hey babe is een lied dat werd geschreven door Neil Young. Met de band Crazy Horse bracht hij het in augustus 1977 uit op een single. Op sommige versies van de single wordt een extra muziekgroep verantwoord, namelijk The Bullets. Hier gaat het om het duo Linda Ronstadt en Nicolette Larson. Op de B-kant verscheen het nummer Homegrown.
Daarnaast kwam het dat jaar ook op zijn album American stars 'n bars te staan, waarop Crazy Horse niet in alle gevallen meespeelt. Terwijl het album de top 10 van België en Nederland bereikte, behaalde de single geen hitnoteringen in de lage landen, noch in de VS en Canada. Het nummer sloeg ook amper aan als covermateriaal voor andere artiesten. Verder verscheen het nog op enkele bootlegs.
Het lied valt binnen de folkrock en neigt naar de countrymuziek. Het is een liefdeslied waarin de zanger aan zijn geliefde vraagt om hem te zeggen dat ze van hem is. Hij wil dat de liefde niet meer voorbij gaat.